# Елк-Гроув-Вілледж (Іллінойс)
Елк-Гроув-Вілледж (англ. Elk Grove Village) — селище (англ. village) в США, в округах Кук і Дюпаж штату Іллінойс. Населення — 32 812 особи (2020).

## Географія
Елк-Гроув-Вілледж розташований за координатами 42°0′21″ пн. ш. 87°59′35″ зх. д. / 42.00583° пн. ш. 87.99306° зх. д. (42.005778, -87.993034).  За даними Бюро перепису населення США в 2010 році селище мало площу 29,55 км², з яких 29,38 км² — суходіл та 0,18 км² — водойми.

## Демографія
Згідно з переписом 2010 року, у селищі мешкало 33 127 осіб у 13 307 домогосподарствах у складі 8909 родин. Густота населення становила 1121 особа/км².  Було 13905 помешкань (470/км²).
Расовий склад населення:
| - 82,9 % — білих - 10,1 % — азіатів - 1,4 % — чорних або афроамериканців - 0,3 % — корінних американців - 3,4 % — осіб інших рас |

До двох чи більше рас належало 1,9 %. Частка іспаномовних становила 9,5 % від усіх жителів.
За віковим діапазоном населення розподілялося таким чином: 20,5 % — особи молодші 18 років, 64,7 % — особи у віці 18—64 років, 14,8 % — особи у віці 65 років та старші. Медіана віку мешканця становила 42,4 року. На 100 осіб жіночої статі у селищі припадало 93,1 чоловіків;  на 100 жінок у віці від 18 років та старших — 89,3 чоловіків також старших 18 років.
Середній дохід на одне домашнє господарство  становив 82 012 долари США (медіана — 68 527), а середній дохід на одну сім'ю — 97 238 доларів (медіана — 88 125). Медіана доходів становила 57 785 доларів для чоловіків та 45 066 доларів для жінок. За межею бідності перебувало 4,8 % осіб, у тому числі 6,7 % дітей у віці до 18 років та 3,4 % осіб у віці 65 років та старших.
Цивільне працевлаштоване населення становило 18 007 осіб. Основні галузі зайнятості: освіта, охорона здоров'я та соціальна допомога — 17,8 %, виробництво — 14,9 %, науковці, спеціалісти, менеджери — 12,2 %, роздрібна торгівля — 10,3 %.